# Хойзер, Георг
Георг Альберт Вильгельм Хойзер (нем. Georg Albert Wilhelm Heuser; 27 февраля 1913, Берлин, Германская империя — 30 января 1989, Кобленц, ФРГ) — гауптштурмфюрер СС, руководитель гестапо в Минске. После войны стал начальником земельного управления уголовной полиции в Рейнланд-Пфальце. Летом 1959 года был арестован в рамках расследования дела Эриха Эрлингера — одного из руководящих сотрудников Главного управления имперской безопасности. В 1963 году на судебном процессе в Кобленце был признан виновным в пособничестве в убийстве 11 103 человек и осуждён на 15 лет заключения. В декабре 1969 года был досрочно освобождён.

## Биография
Георг Хойзер родился 27 февраля 1913 года в семье торговца Альберта Хойзера. 4 года посещал народную школу и с 1923 года гимназию в Лихтенберге. 2 марта 1932 года сдал экзамены на аттестат зрелости. С того же года изучал право в университетах Берлина, Кёнигсберга и Праги. Ещё во время учёбы был задействован на имперской службе труда и проходил учебные курсы в Люфтваффе. 27 июля 1936 сдал юридический государственный экзамен в Берлинском апелляционном суде. Хойзер проходил юридическую стажировку в Берлине. Поскольку карьера юриста показалась ему неперспективной, весной 1938 года решил пойти на работу в полицию. После окончания стажировки в декабре 1938 года решил поступить на службу в уголовную полицию в качестве кандидата на должность комиссара. Затем проходил подготовку в различных отделениях уголовной полиции, а также в отделе СД и гестапо Берлина. Благодаря своим высоким достижениям в течение учёбы время его трёхгодичной подготовки было сокращено, и в мае 1940 года поступил на учебный курс в офицерской школе полиции безопасности в Шарлоттенбурге. После сдачи выпускного экзамена 14 февраля 1941 года стал помощником комиссара в отделе по особо тяжким преступлениям в уголовной полиции Берлина.
В 1941 году был зачислен в ряды СС и в феврале получил звание унтерштурмфюрера. По собственным словам, никогда не состоял в НСДАП. В сентябре 1941 года был переведён в айнзацгруппу A в Ригу, а оттуда в зондеркоманду 1b под руководством Эриха Эрлингера, дислоцированную в Тосно. В конце 1941 года вместе с подразделением прибыл в Минск. До конца июня 1944 года работал в ведомстве полиции безопасности и СД (KdS) в Белоруссии, переименованном осенью 1943 года в ведомство полиции безопасности и СД в Центральной России и Белоруссии (BdS).
В мае 1942 года занял пост начальника IV отдела (гестапо) в ведомстве полиции безопасности и СД в Минске, напрямую связанным с уничтожением еврейского населения и борьбой с партизанским движением. Ведомство располагалось в здании бывшего Минского университета. В ходе допросов заключенных Хойзер лично применял к ним силовые методы воздействия и решал, кого из них следует казнить. С весны 1942 года применялись газвагены, которые могли умерщвлять до 400 человек в день: подозреваемых в партизанской деятельности, заключённых тюрем, с лета 1942 года депортированных из Германии евреев, и евреев, проживающих в Минске. По данным прокуратуры Кобленца, из 24 000 евреев, депортированных в Минск, выжило лишь 30 человек. Большинство были расстреляны почти сразу по прибытии неподалёку от лагеря Малый Тростенец. По свидетельству очевидцев, Хойзер «от имени Великогерманского Рейха» приветствовал прибывавших заключённых и заверял их в своей защите до того, как они были доставлены к выкопанным для расстрела ямам. Хойзер также часто лично принимал участие в казнях: в расстреле 1000 евреев в марте 1942 года из Минского гетто, расстреле 900 евреев, доставленных из Вены, собственноручно расстрелял около 60 человек. После покушения на генерального комиссара Кубе в конце сентября 1943 года распорядился заживо сжечь по меньшей мере трёх подозреваемых, в том числе и одну женщину, близ Малого Тростенца. Кроме того, осенью 1942 года руководил акциями по уничтожению евреев, доставленных из Вены и Терезиенштадта, а также осенью 1943 года принимал участие в ликвидации Минского гетто. Вероятно, был причастен к ликвидации гетто в Слуцке 8 февраля 1943 года, однако этот эпизод не был позже доказан судом.
Незадолго до освобождения Минска Красной армией, 1 июля 1944 года Хойзер выехал из города в составе команды СС. Через Августов и Ортельсбург он добрался до города Накельна в Восточной Пруссии, где в течение нескольких месяцев был преподавателем в полицейском институте. В августе 1944 года ему было присвоено звание гауптштурмфюрера СС и в конце того же месяца он стал командиром айнзацкоманды 14, входящую в айнзацгруппу H. Подразделение было задействовано в подавлении национального восстания в Словакии. Совместно с так называемой Глинковой гвардией айнзацкоманда 14 уничтожила 2867 человек в Кремнице и Немецке, а в отчёте командования содержалось упоминание об аресте евреев в городе Топольчани и его окрестностях. В марте 1945 года руководил военной группой в Кремсе-ан-дер-Донау.

### После войны
После капитуляции Германии Хойзеру удалось избежать плена, и он поселился у своей сестры в Госларе. Там он выдавал себя за адвоката и перебивался случайными заработками. С 1 июля 1948 года по 30 июня 1949 года работал торговым представителя фирмы Internationale Transporte Palatia в Муттерштадте. В сентябре 1949 года переехал в Людвигсхафен, где до 1952 года работал торговым представителем на фабрике по производству аккумуляторов. Занимался юридическими и внешнеэкономическими делами кампании. До октября 1953 года был безработным, пока не был принят на работу в качестве временного сотрудника арбитражного ведомства в Людвигсхафене.
1 мая 1954 года в соответствии со 131-й статьей поступил на службу в уголовную полицию земли Рейнланд-Пфальц. Поначалу служил в полицейском управлении в Людвигсхафене, а с 22 октября 1954 года в Кайзерслаутерне. 1 января 1955 года возглавил уголовную полицию Кайзерслаутерна. 18 мая 1956 года получил чин уголовного советника. 15 июля 1956 года был откомандирован в земельное управление уголовной полиции Кобленца и назначен заместителем начальника данного управления. 1 января 1958 года стал руководителем земельного управления уголовной полиции в Рейнланд-Пфальце. Эту должность занимал до самого ареста.
В ходе уголовного расследования против Эриха Эрлингера — к концу войны одного из руководящих сотрудников Главного управления имперской безопасности, имя Хойзера неоднократно всплывало как одного из главных ответственных за преступления, совершённые в Минске. 15 июля 1959 года Хойзер был арестован в городе Бад-Орб, где находился на лечении. Во время пребывания под стражей коллеги по работе даже посылали ему букеты цветов. Главной причиной содержания под стражей было, помимо обвинений в участии в убийстве евреев и других противников нацистского режима, опасение того, что Хойзер мог использовать своё высокое служебное положение в полиции Рейнланд-Пфальца для давления на свидетелей. В своих показаниях он ссылался на исполнение приказов «сверху» и на военную необходимость ведения борьбы с партизанами. В начале мая 1961 года было открыто судебное разбирательство против Хойзера и десяти его бывших коллег по Минску, однако потребовался ещё год, чтобы открыть основное судопроизводство. Процесс, проходимый с судом присяжных в Кобленце, пролил свет на новые материалы, которые советские правоохранительные органы прислали в виде архивных документов о преступлениях в Минске. В начале процесса Хойзер признал себя «частично виновным», на третий день заседания сказал, что в камерах Минской тюрьмы «всё же были плохие условия». Позже последовали и необычные заявления, такие как, например, выяснения вопроса о длительности агонии заживо горевшего человека; защитник Хойзера настаивал, что «уже через несколько секунд наступало беспамятство». Адвокат просил оправдательного приговора для своего подопечного и классифицировал убийство депортированных евреев как «пособничество в геноциде». В своём последнем слове Хойзер взывал к справедливости.
После 62 дней судебных заседаний 21 мая 1963 года суд огласил приговор: Хойзер за девять преступлений в виде пособничества в убийстве 11 103 человек, а также пособничества в непредумышленном убийстве был приговорён к 15 годам заключения в тюрьме строгого режима и потере гражданских прав сроком на пять лет. Предварительное заключение было зачтено в срок наказания. Согласно немецкой юрисдикции тех лет, суд не рассматривал ни одного из обвиняемых в качестве главных виновников совершённых преступлений, которым считал Гитлера и его окружение. Хойзер отбывал заключение в тюрьме города Диц. 12 декабря 1969 года он был условно-досрочно освобождён. Расследование относительно его деятельности во время руководства айнзацкомандой 14 в Словакии не было проведено, несмотря на предоставленные чехословацкими властями обличающих материалов. В период между июнем 1979 и январем 1980 года он неоднократно допрашивался в качестве подозреваемого в прокуратуре Кобленца. В ходе допросов настаивал на том, что занимался антипартизанской деятельностью, евреев в районе операции не было, а сведения в отправленных отчётах айнзацгруппы H были «весьма преувеличенными». 29 февраля 1980 года предварительное расследование было прекращено. Хойзер умер в конце января 1989 года в Кобленце.

## Награды
- Железный крест 1-го и 2-го класса (1944)[7]
- Нагрудный знак «За ближний бой» 1-й степени (1944)[7]
- словацкий орден Креста Победы 4-й степени (1944)[7]

## Комментарии
1. ↑  В 1930-е годы его отец остался без работы, но во время национал-социализма стал имперским служащим.
2. ↑  В данный момент высший земельный суд Берлина.
3. ↑  Таким эвфемизмом нацисты обозначали организованное ими массовое уничтожение.
4. ↑  Статья 151 регулировала правовой статус госслужащих, принятых на работу до 8 мая 1945 года. Цель статьи — обеспечение прав чиновников, которые не были активными участниками нацистского режима.